# 上海工人革命造反总司令部
上海工人革命造反总司令部，简称上海工总司、工总司，是文化大革命时期中国大陆影响最大的工人造反派组织之一，也是第一个被中央文革小组明确支持的全市性跨行业工人造反派组织。:200

## 沿革

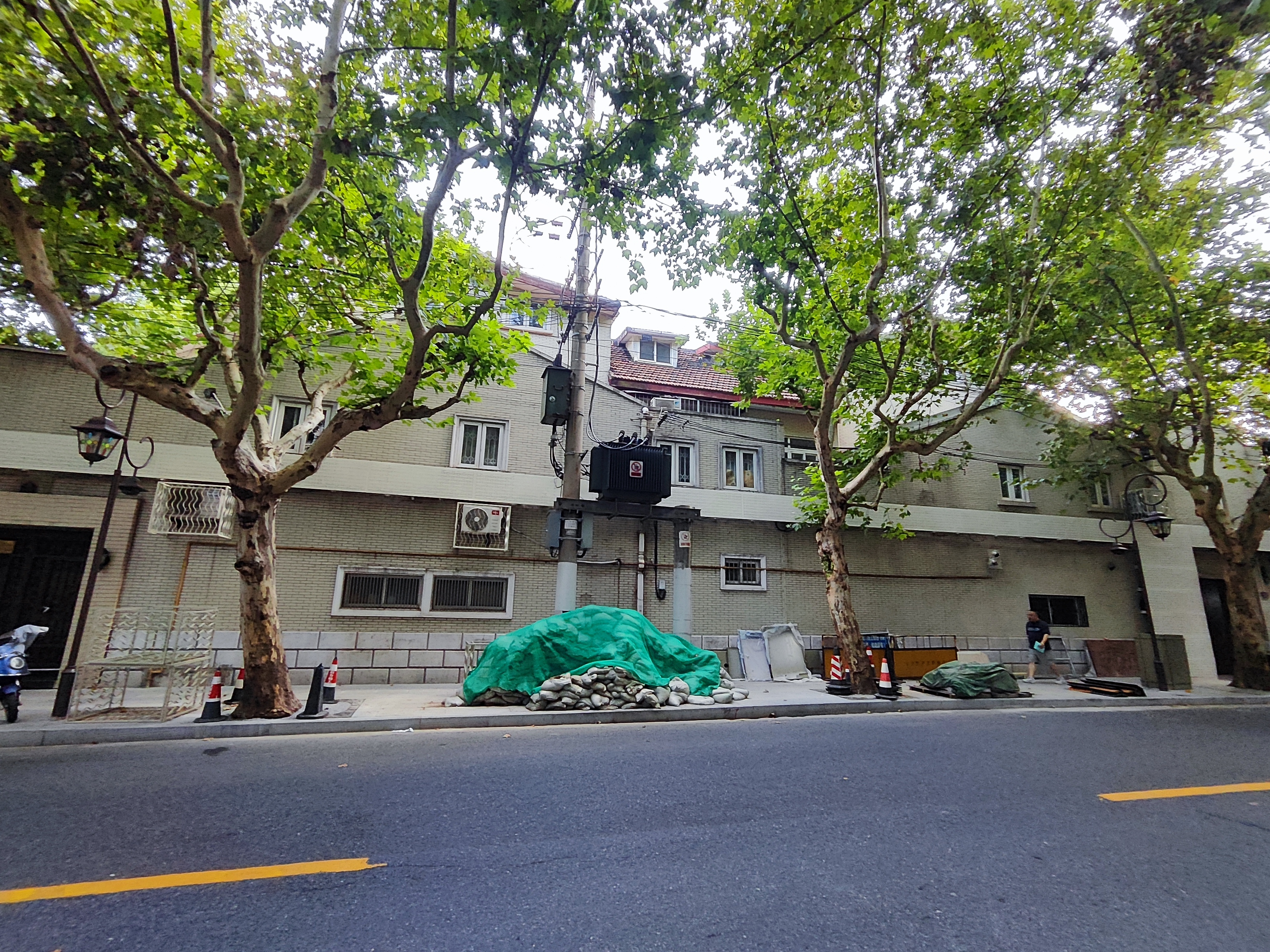
巨鹿路691号为工总司最早的所在地

1966年11月6日，上海国棉十七厂、国棉三十一厂、上钢三厂等17个单位的造反派代表潘国平、王洪文、陈阿大等人，串连筹组。11月9日下午2时，在上海文化广场召开成立大会，宣布上海国棉17厂（王洪文）、上海国棉30厂（王秀珍）、上海国棉31厂（黄金海）、上海良工阀门厂（陈阿大）、上海玻璃机械厂（潘国平）、上海合成纤维研究所（叶昌明）等17家工厂造反组织组成的“工总司”成立，会议确定由潘国平担任执行主席。同时发布了《上海市工人革命造反总司令部宣言》。中共上海市委决定采取“不赞成、不支持、不参加”的态度。
1966年11月10日，2,000多名工总司工人在上海北站強行上火車，列車行至安亭站後被鐵路局下令停車，當天中午工人臥軌攔車，造成滬寧鐵路交通中斷近31小時:149-150。
1966年11月13日張春橋在上海文化廣場同工人代表座談支持「工總司」:149-150。下午张春桥在“工总司”“承认组织合法、承认上京告状是革命行动、告状后果由上海市委负责、曹荻秋公开检查、对工总司提供各方面条件”的五项条件上签字。是为安亭事件。不能组织跨行业的地区性工人群众组织的禁令由此废除。11月14日毛澤東肯定張春橋做法，說：「先有事實，後有概念。」:149-150
从1966年12月起，“工总司”开始出版发行自己的机关报《工人造反报》，刚开始时发行量只有3万份，以后发行量不断增加，最多时达64万份，而增刊的发行量甚至高达105万份。
「安亭事件」後，「工總司」一直攻擊上海市委，並且製造康平路事件。1967年1月4日張春橋、姚文元以中央文革小組調查員名義回上海:159。1月6日，「工總司」等造反派組織在上海人民廣場召開大會，會後市委、市政府所有機構停止辦公，由「抓革命、促生產指揮部」等取代原上海黨政部門之職能，全市實際權力轉移到張春橋、姚文元等手中:160。根據毛泽东要求，1月12日《人民日報》發表中共中央、國務院、中央軍委、中央文革小組給上海「工總司」等32個造反派團體賀電:161。是为一月风暴。
1967年12月召开“上海市工人革命造反派代表会议”，选出工总司五名常务委员：王洪文、潘国平、陈阿大、叶昌明、蒋周法。1968年后，全国各地的造反派组织都解散，“工总司”却沿用“工总司”的名称代表全上海工人造反派。1972年1月，“工总司”及所属各级联络站统一改名为“工代会”，并以“工代会”取代了各级工会。1973年3月，在筹备召开上海市工会第五次代表大会时，经张春桥等人决定，中共上海市委宣布，将1967年12月召开的“上海市工人革命造反派代表会议”算作“第四次工会代表大会”。上海市工会第五次代表大会召开，原“工总司”骨干全部转为总工会领导，下级也由原“造反派”担任工会主任。

## 委员会组成人员
1967年12月初，上海工人革命造反派代表会议召开。该会议产生了工总司委员会。其中有五位常委：王洪文、潘国平、陈阿大、叶昌明、蒋周法。  除常委外，还有三十九位委员：王秀珍、金祖敏、张宝林、黄金海、戴立清、王明龙、王腓利、王成龙、徐美英、耿金章、马振龙、岑麒麟、缪南生、倪叔英、邵智慧、徐文豹、曹礼堂 、邵济宏、施善林、沈于和 、王惠禄 、徐妙林、张惠财、左秋根、蒋才喜、袁松伯、蔡康裕、曲世和、蒋善根、刘广德 、康正勤、卞强明、蔡云龙、徐学德、戚荣繁 、杨富珍、周林妹、孟招弟、张伯生。:1636